# Yulii Garbuzov
Yulii Viktorovych Garbuzov (en ukrainien : Юлій Вікторович Гарбузов), 23 septembre 1941 - 28 décembre 2016, est un écrivain de science-fiction soviétique et ukrainien, traducteur, docteur en sciences techniques, maître de conférences à l'université nationale de radio-électronique de Kharkiv (UNREK), et auteur de nombreuses publications scientifiques ainsi que d'œuvres de fiction. Il est le grand-père du danseur de salon Vadim Garbuzov.

## Biographie
Yulii Garbuzov naît le 23 septembre 1941 à Ienakiieve, dans la région de Donetsk, en Ukraine. La grand-mère de Yulii Garbuzov, Stefania Emilievna Desiron, originaire de Liège (Belgique), avait immigré à Donetsk à l'âge de 17 ans, où elle épousa son grand-père, Oleksiy Youkhymovych Garbuzov. En 1937, Oleksiy Youkhymovych fut victime de la répression stalinienne, et sa grand-mère fut contrainte de renoncer à retourner en Belgique, de couper tous les liens avec sa famille et de rester vivre en Ukraine.
Les parents d’Yulii, Maria Andriiivna Garbuzova et Viktor Oleksiiovych Garbuzov, exerçaient tous deux la profession de médecin. Après le déclenchement de la Seconde Guerre mondiale, en 1941, Viktor Garbuzov fut mobilisé au sein de la 19e armée de l’Armée rouge, qui fut encerclée et puis presque entièrement capturée par les forces allemandes. Déclaré disparu, il ne donna plus signe de vie.
Alors enceinte, Maria fut envoyée à Ienakiieve par Viktor, chez Stéphanie Desiron, la grand-mère paternelle de Yulii. Après l’accouchement, elle y travailla comme médecin. Par la suite, Maria Garbuzova fut affectée au village de Babanka, dans la région de Tcherkassy, où elle exerça comme médecin pour 33 villages environnants. Absorbée jour et nuit par ses tournées medicales, elle confia son fils aux voisins polonais. Ces premiers contacts avec la langue polonaise facilitèrent plus tard l'apprentissage de celle-ci par Yulii. La vie de médecin de campagne permit à Maria et à son fils d'échapper aux famines de l'après-guerre. Cependant, Maria tenait à ce que son fils bénéficie d’une éducation urbaine. Après la guerre, elle obtint un nouveau poste d'inspectrice médicale sanitaire à Zaporijjia. Elle s’y installa avec Yulii, qui entra en 1947 à l'école n° 5 de la ville.
En 1958, après avoir obtenu son diplôme de fin d'études secondaires, Yulii Garbuzov intégra la faculté de radiotechnique de l'Institut polytechnique de Kharkiv. À l’issue de ses études, entre 1968 et 1971, il enseigna au département des dispositifs émetteurs-récepteurs de l'Institut d'aviation de Kharkiv. Par la suite, il rejoignit le département des fondements de la radiotechnique de son alma mater, le même institut polytechnique. En 1971, par décret du Ministre de l'Enseignement supérieur d’Ukraine, il fut transféré, avec tout son département, à l'Institut de radio-électronique de Kharkiv – devenu aujourd'hui l’Université nationale de radio-électronique de Kharkiv (UNREK). En 1984, Yulii y soutint sa thèse de doctorat en sciences techniques, intitulée « Systèmes radiotechniques et de télévision », et fut nommé maître de conférences au sein du même établissement. Il y enseigna des disciplines théoriques telles que « Signaux et processus en radiotechnique » ou encore « Théorie et applications du traitement numérique du signal ». Parallèlement, il travailla sur des projets de recherche scientifiques classifiés, dont les résultats ne sont aujourd’hui accessibles qu’à un cercle restreint de spécialistes.

Les récits de sa grand-mère sur les origines familiales laissèrent une empreinte profonde en Yulii, éveillant en lui un vif désir de retrouver la trace de ses proches belges. Dans une lettre adressée à la rédaction de Radio Liberty, il décrivait ainsi cette recherche :
« ...On la força (ma grand-mère) ensuite à couper tous les liens avec ses frères et sœurs, restés à Liège. Avant sa mort, en 1959, elle me fit promettre de rechercher nos proches belges dès que l’occasion s’en présenterait, de leur présenter ses excuses en son nom. Ce n’est qu’en 1989 que j’ai pu honorer cette promesse. » 
Et en effet, fidèle à son serment, Yulii réussit à retrouver ses proches éloignés, la famille Desiron, avec laquelle il correspondit par la suite de temps en temps. En 1989, il leur rendit visite à Liège.
Le père de Yulii, longtemps porté disparu, ne fut formellement identifié qu'en 2003, grâce aux archives de la Croix-Rouge. On découvrit alors qu’il avait été interné dès 1941 dans le camp de concentration allemand Stalag 326, où il fut torturé à mort en 1943. En 2010, Yulii se rendit depuis Kharkiv à Vienne pour rendre visite à son petit-fils, Vadim Garbuzov. Celui-ci participait alors, avec sa partenaire de danse Katrin Menzinger, à une compétition de danse, les Holland Masters, à Arnhem (Pays-Bas).

Pendant que les danseurs participaient à la compétition, les parents de Katrin conduisirent Yulii jusqu’à la frontière entre les Pays-Bas et l’Allemagne. De là, il poursuivit seul jusqu’à l’ancien camp de concentration pour visiter la tombe de son père. Après avoir retrouvé l’emplacement du camp et échangé avec un employé du mémorial, Yulii ne parvint toutefois pas à localiser le nom de Viktor Garbuzov sur la stèle commémorative des prisonniers.

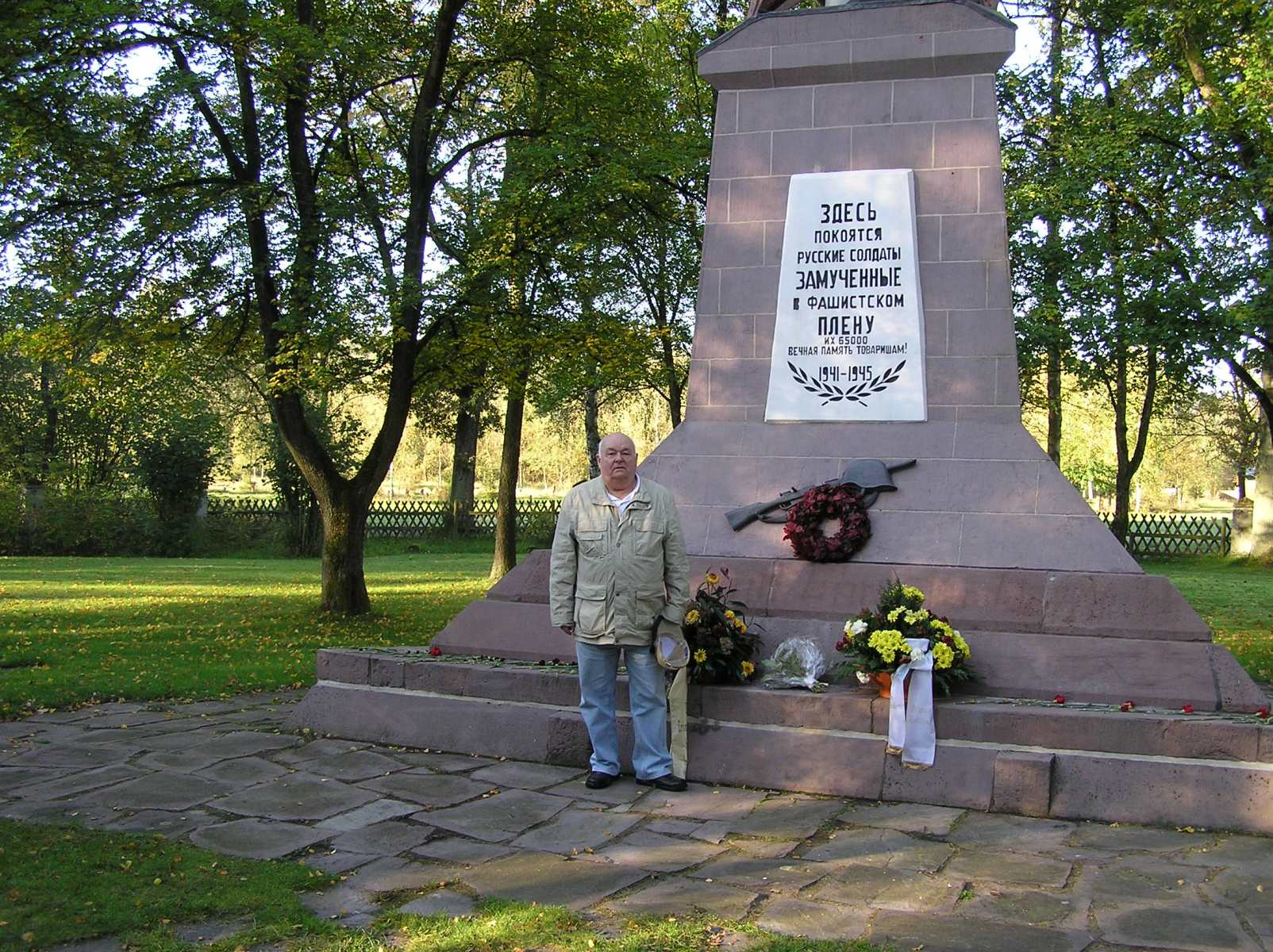
Yulii Garbuzov près du monument de l'ancien camp de concentration, où est enterré son père.

En 2009, Yulii prit sa retraite, ce qui lui permit de se consacrer davantage à l'écriture et à la publication de ses œuvres, ainsi qu'à la participation à divers événements littéraires à Kharkiv. Il exerça également à temps partiel en tant que traducteur indépendant dans plusieurs bureaux de traduction de Kharkiv, maîtrisant le français, l’allemand, le polonais, l’ukrainien et le russe. Yulii Garbuzov s’est éteint le 28 décembre 2016, suites d'une insuffisance cardiaque et d'une leucémie lymphoïde chronique. Il fut inhumé au cimetière n°13 de Kharkiv.

## Œuvre littéraire

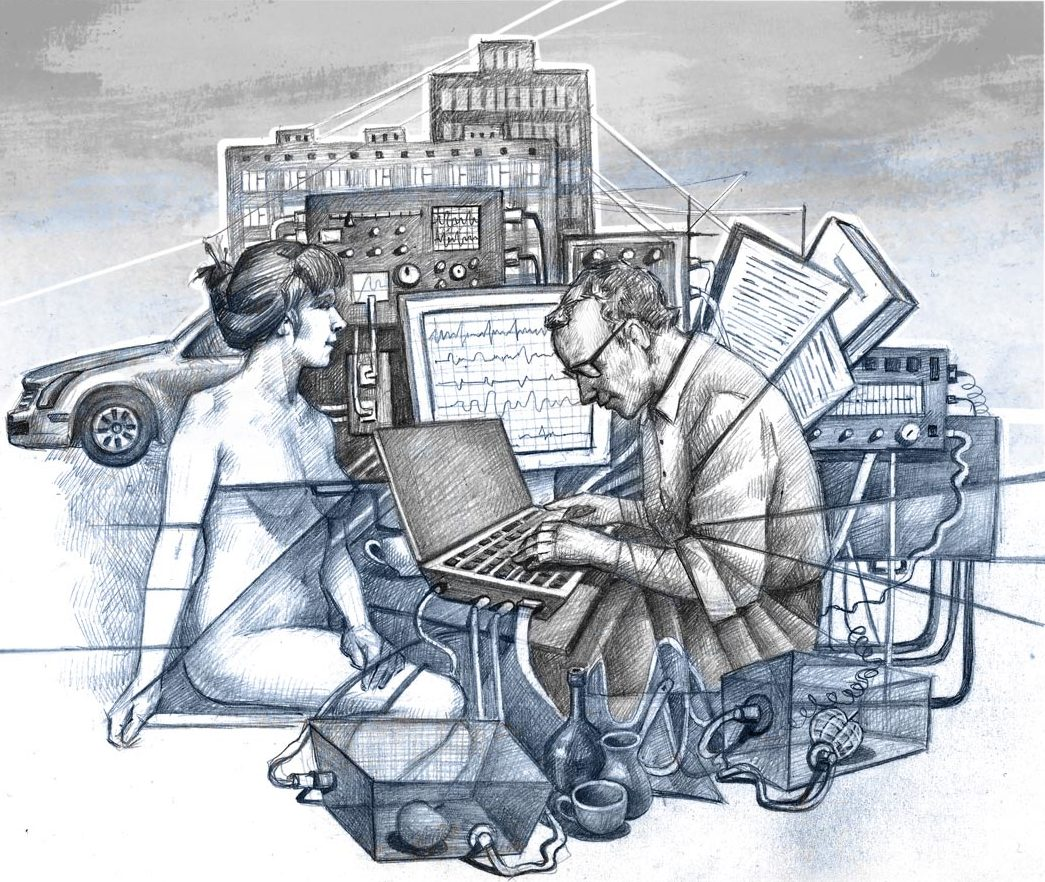
Couverture du roman «Équations de l'univers», effectuée par une artiste-illustratrice Liubov Bondarska.

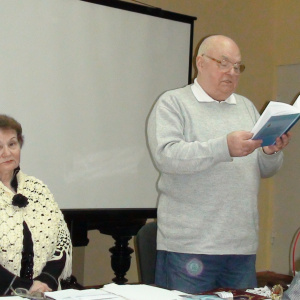
Yulii Garbuzov présente le livre «Équations de l'univers» lors d'une soirée littéraire à la bibliothèque du nom Belinsky 2014.

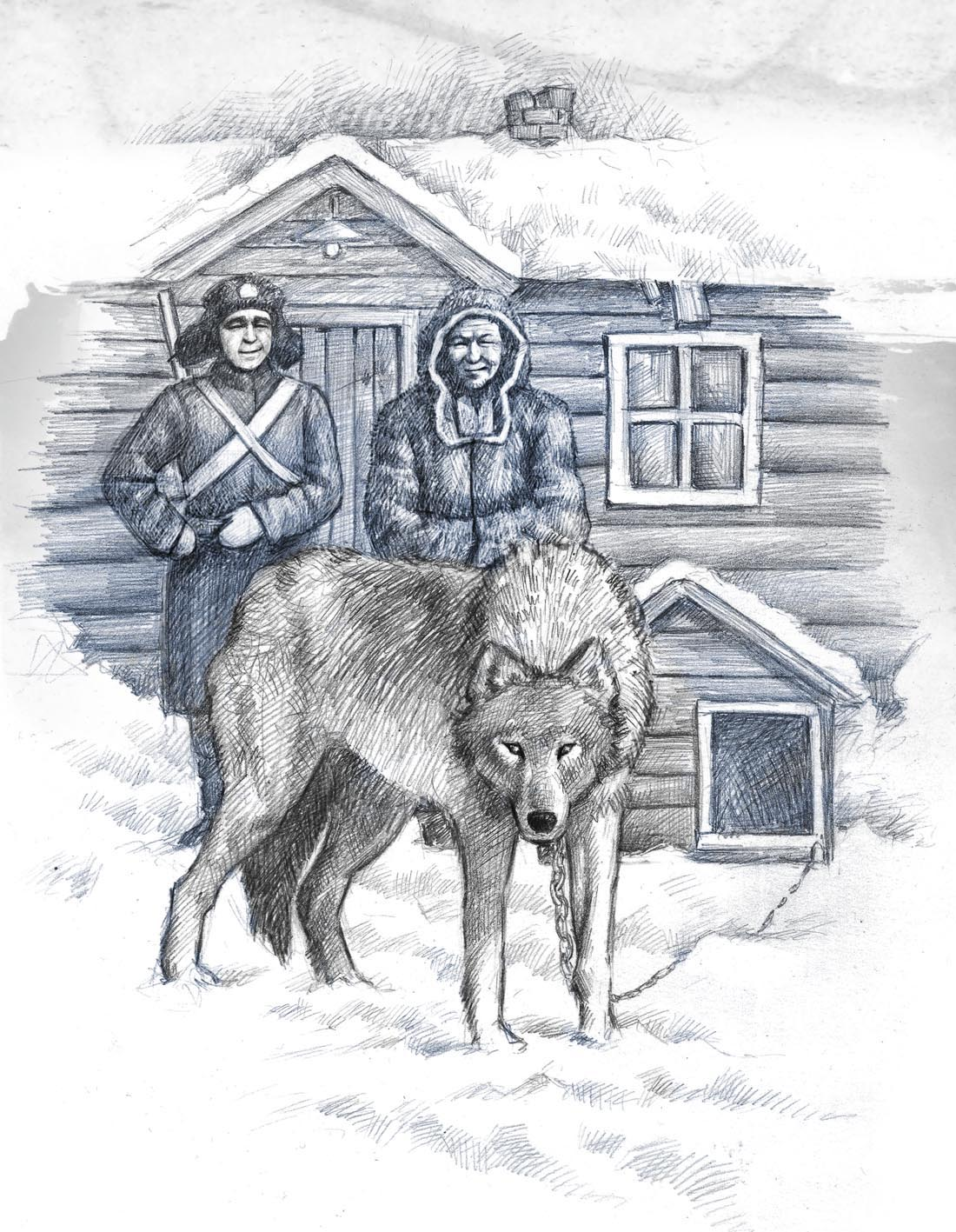
Couverture de la nouvelle «Le Loup au poste-frontière», effectuée par une artiste-illustratrice Liubov Bondarska.

La première nouvelle publiée de Yulii Garbuzov, intitulée Histoire non inventée, parut en 1999 à Saint-Pétersbourg. L’auteur s’est principalement illustré dans le genre de la science-fiction, avec des titres tels que Le Brouillard enchanté, Le Chevalier rouge, Sagan-Rog, ou encore Les Équations de l'univers. Toutefois, il sut également brosser avec justesse les scènes de la vie quotidienne des gens ordinaires, comme en témoignent Les Fables du grand-père Gordii ou Le Seigle et l’ivraie.
Ayant vécu la majeure partie de sa vie dans un environnement russophone, la quasi-totalité de son œuvre fut éctite en russe. Bien que passionné de littérature tout au long de sa vie, Yulii Garbuzov publiait peu et écrivait principalement « pour le tiroir ». Ce n’est qu’après sa retraite, prise en 2009, qu’il put véritablement se consacrer à l'écriture et à la publication de ses textes.

En 2012 parut son œuvre majeure – Les Équations de l’univers. Ce roman de science-fiction s'inspire directement des recherches scientifiques de Yulii, notamment sur la notion du temps absolu. Ce thème le fascinait depuis ses travaux sous la direction de Yurii Voloshchuk, le directeur du département des fondements de la radiotechnique de UNREK, à qui il dédia ce livre. Dans cet ouvrage, l’auteur explore le concept d’une pensée, capable de se matérialiser et d’influencer la matière. L'écrivain V. R. Vorgul a commenté ainsi cette oeuvre :
« En lisant ce roman, on peine à croire qu'il s’agisse de science-fiction – tout semble réel. La force d'âme, l’intégrité morale, le sens du sacrifice "au nom de" et "pour" certains personnages coexistent avec le carriérisme, la vulgarité, la médiocrité, et parfois même le sadisme d’autres… »
Sa nouvelle Le Loup au poste-frontière relate la vie d’un petit poste-frontière soviétique isolé en pleine taïga, où des gardes-frontières recueillent un louveteau. Le lecteur est plongé dans leur vie quotidienne, sur fond de tensions croissantes. La professeure de l'Université Carleton, R.K. Nazarkoulova, écrivit notamment à ce propos :
« ... Nous avons vécu plusieurs années dans l'Altaï, précisément dans les lieux mêmes que vous décrivez avec tant de couleurs et d'amour dans votre nouvelle. En la lisant, je vois clairement les montagnes, les sentiers abrupts enneigés, j’entends le craquement de la neige glacée sous les sabots des chevaux, je ressens le souffle cinglant du blizzard, je contemple les vieux cèdres, pins, et mélèzes… »
Les nouvelles et romans de Yulii Garbuzov furent publiés dans divers magazines et plateformes en ligne en Ukraine, en Russie et au Canada, notamment Hello Vancouver, S.A.M., Fliphtml5, Samlib, Litnet, Wattpad, Proza.ru et Litvek. Le site Web personnel de son petit-fils, le danseur Vadim Garbuzov, comprend également une section dédiée aux œuvres de son grand-père. En 2011, Yulii devint membre du comité de rédaction de l'almanach littéraire de Kharkiv, Kharkivskyi Mist, où ses textes sont régulièrement publiés depuis 2010. Il était également membre de l'Union interrégionale des écrivains d'Ukraine, qui également publiait ses œuvres, ainsi que Congrès des écrivains d'Ukraine.
Il fut récompensé également d’un diplôme et d’une médaille lors du festival de l'almanach L’Oiseau rare, et remporta le premier prix dans la catégorie « Prose » au concours L’Homme. Le Destin. L’Époque.

## Opinions politiques, nationales et religieuses
Son fils aîné décrit les convictions de Yulii Garbuzov en ces temps :
« Avant tout, mon père était anticommuniste et patriote ukrainien. Durant toute mon enfance, il écoutait les radios occidentales sur son vieux transistor Spidola. Puis, j'ai moi-même commencé à les écouter : il me confiait son poste. Je me souviens notamment de stations de radio comme La Voix de l'Amérique, Deutsche Welle et Radio Liberty. Depuis les années de la perestroïka, il s’exprimait majoritairement en ukrainien avec moi et avec son petit-fils Vadim, tandi qu’il parlait russe avec sa maman. Son ukrainien était assez avancé. Je pense que sa connaissance du polonais l'a beaucoup aidé. C’est lui qui m'a appris des chansons et proverbes polonais… »
Yulii Garbuzov fut profondément affecté par l'agression russe contre l'Ukraine en 2014. Ses opinions sociopolitiques reposaient sur des valeurs conservatrices et des traditions familiales. D’un point de vue religieux, il se reconnaissait dans l'Église orthodoxe ukrainienne.
Considérant que la majorité de son lectorat était russophone, il choisit d'écrire principalement en russe afin de diffuser plus largement ses œuvres. Selon son épouse, il fut l'un des premiers, après la chute de l'URSS, à donner des conférences aux universités en ukrainien littéraire.
Malgré un fort engagement intellectuel, Yulii préférait la vie domestique et ne participa ni à des organisations politiques, ni à des activités militantes.

## Sources Internet ouvertes
- (ru) Yulii Garbuzov, « Полное собрание сочинений » [« Œuvres complètes »], sur litnet.com,‎ 7 mars 2024, p. 1-168
- (ru) Yulii Garbuzov, « Вселенские уравнения » [« Les Équations de l’univers »], sur Fliphtml5,‎ 20 avril 2024, p. 1-168
- (ru) Yulii Garbuzov, « Байки деда Гордея » [« Les Fables du grand-père Gordii »], sur Проза.ру,‎ 6 février 2013, p. 1-5
- (ru) Yulii Garbuzov, « Волк на заставе » [« Le Loup au poste-frontière »], sur Проза.ру,‎ 23 novembre 2007, p. 1-25
- (ru) Yulii Garbuzov, « Колдовской туман » [« Le Brouillard enchanté »], sur Проза.ру,‎ 5 mai 2014, p. 1-5
- (ru) Yulii Garbuzov, « Красный рыцарь » [« Le Chevalier rouge »], sur Проза.ру,‎ 1er décembre 2007, p. 1-5
- (ru) Yulii Garbuzov, « Огневик » [« L’Homme du feu »], sur Проза.ру,‎ 25 novembre 2007, p. 1-17
- (ru) Yulii Garbuzov, « Птичка » [« L’Oiseau »], sur Проза.ру,‎ 23 novembre 2007, p. 1-46
- (ru) Yulii Garbuzov, « Наследие Бога Нингирсу » [« L’Héritage du dieu Ningirsu »], sur Проза.ру,‎ 22 août 2013, p. 1-34
- (ru) Yulii Garbuzov, « Жито и плевелы » [« Le Seigle et l’ivraie »], sur Fliphtml5,‎ 22 avril 2024, p. 1-402
- (ru) Yulii Garbuzov, « Сила желания » [« Le Pouvoir du désir »], sur Проза.ру,‎ 23 novembre 2007, p. 1-15
- (ru) Yulii Garbuzov, « Шлюз » [« L’Écluse »], sur Fliphtml5,‎ 23 avril 2024, p. 1-261
- (ru) Yulii Garbuzov, « История кафедры ОРТ » [« Histoire du département des fondements de la radiotechnique »], sur Fliphtml5,‎ 24 avril 2024, p. 1-12
- (ru) Yulii Garbuzov, « Достижения радиолокационных астрономических исследований метеоров в Харькове » [« Avancées des recherches radar en astronomie météoritique à Kharkiv »], sur Fliphtml5,‎ 24 avril 2024, p. 1-8
- (ru) Yulii Garbuzov, « У подъезда » [« À l'Entrée de l’immeuble »], sur Fliphtml5,‎ 24 avril 2024, p. 1-43
- (ru) Yulii Garbuzov, « Цветы на даче » [« Les Fleurs à la maison de campagne »], sur Fliphtml5,‎ 28 avril 2024, p. 1-55

## Éditions imprimées
- (ru) Yulii Garbuzov, Невыдуманная история [« Histoire non inventée »], « NLO », n° 6 (Ier prix de la rédaction), Saint-Pétersbourg, Maison d'édition « Kaléidoscope »,‎ 1999
- (ru) Yulii Garbuzov, Сила желания [« Le Pouvoir du désir »], Monde inconnu, n° 5 (27), Kharkiv,‎ 2001, p. 34-39
- (ru) Yulii Garbuzov, Сила желания [« Le Pouvoir du désir »], Kharkivskyi Mist. Almanach littéraire et artistique, n° 6, Kharkiv, Maison d’edition « S.A.M. »,‎ 2012, p. 131
- (ru) Yulii Garbuzov, Ночь у гроба с покойником [« Nuit au cercueil avec le défunt »], Kharkivskyi Mist. Almanach littéraire et artistique, n° 4, Kharkiv, Maison d’edition « S.A.M. »,‎ 2010, p. 122
- (ru) Yulii Garbuzov, Волк на заставе [« Le Loup au poste-frontière »] (Ier prix de lecteurs), Canada, Maison d'édition « Privan »,‎ 2007, 25 p.
- (ru) Yulii Garbuzov, Вселенские уравнения [« Les Équations de l’univers »], Kharkiv, Maison d’edition « S.A.M. »,‎ 2012, 462 p.
- (ru) Yulii Garbuzov, Книжный лоток [« L’Étal de livres »], Kharkivskyi Mist. Almanach littéraire et artistique, n° 9, Kharkiv, Maison d’edition « S.A.M. »,‎ 2015, p. 127
- (ru) Yulii Garbuzov, Книжный лоток [« L’Étal de livres »], Dnipro, Portail littéraire et artistique « L’Oiseau rare »,‎ 2016
- (ru) Yulii Garbuzov, Вкус халвы [« Le Goût du halva »], Kharkivskyi Mist. Almanach littéraire et artistique, n° 5, Kharkiv, Maison d’edition « S.A.M. »,‎ 2011, p. 152
- (ru) Yulii Garbuzov, Подпись (Глава из "Жито и плевелы") [« Signature (Chapitre extrait de Le Seigle et l’ivraie) »], Maidan. Almanach littéraire, concours L’Homme. Le Destin. L’Époque, Kharkiv,‎ 2014, p. 16-19
- (ru) Yulii Garbuzov, Байки деда Гордея [« Les Fables du grand-père Gordii »], Kharkivskyi Mist. Almanach littéraire et artistique, n° 7, Kharkiv, Maison d’edition « S.A.M. »,‎ 2013, p. 123
- (ru) Yulii Garbuzov, Колдовской туман [« Le Brouillard enchanté »], Kharkivskyi Mist. Almanach littéraire et artistique, n° 8, Kharkiv, Maison d’edition « S.A.M. »,‎ 2014, p. 134
- (ru) Yulii Garbuzov, Кабан [« Le Sanglier »], Kharkivskyi Mist. Almanach littéraire et artistique, n° 10, Kharkiv, Maison d’edition « S.A.M. »,‎ 2016, p. 138